# Мурзята
Мурзята — деревня в Оршанском районе Республики Марий Эл. Входит в состав Шулкинского сельского поселения.

## География
Находится в северной части республики Марий Эл на расстоянии приблизительно 15 км по прямой на восток-северо-восток от районного центра посёлка Оршанка.

## История
Деревня (изначально Шулка-Мурзя) образована в начале XVII века. Деревню заселяли русские вятские крестьяне из слободы Кукарка (ныне город Советск). В 1829 году насчитывалось 8 дворов, проживал 91 человек, в 1848 году — 11 дворов, 104 жителя. К 1905 году было 76 дворов, проживали 444 человека, в 1924 480 человек, в 1941 210. В 1980 году в деревне насчитывалось 17 хозяйств, проживали 60 человек. В 2003 году в деревне проживала постоянно 1 семья пенсионеров, имелось 19 дачных домов. В советское время работали колхозы «Индустрия», «Путь Ленина», совхоз «Родина». Ныне большая часть деревни заброшена.

## Население
Население составляло 0 человек в 2002 году, 2 в 2010 году.